# Jablanovača
Jablanovača ili topolovka (lat.  Cyclocybe aegerita) je jestiva gljiva iz porodice (Cyclocybe), iz reda listićarki (Agaricales). Jablanovača se uzgaja i za tržište, a tipična je za južnoeuropsku i kinesku kuhinju. U Aziji se koristi svježa i rehidrirana u raznim jelima, uključujući prženje, juhu, varivo i vrući lonac.). U Europi se uzgaja od starorimskog doba. Tehnike uzgoja opisao je Plinije Stariji u svojoj knjizi Prirodoslovlje (lat. Naturalis historia).

## Opis
- Klobuk jablanovače je širok od 3 do 10 centimetara, dosta mesnat i različite čvrstoće, u mladosti polukuglast, pa zvonolik i napokon raširen, često vijugava oboda; ponekad je udubljen sa slabo vidljivim tupim ispupčenjem, na sredini je tamniji a prema krajevima blijedožućkast poput vrhnja. Površina je vidljivo i vrlo tipično redovito kapljasto udubljena.
- Listići su vrlo gusti s mnogobrojnim lamelulama, bjelkasti do žućkastosivi, a na kraju smeđi; za stručak se nepravilno drže ili lagano silaze jednim zupcem.
- Stručak je visok od 3 do 15 centimetara (do 20 cm), debeo od 1 do 2 cm, često nepravilno svinut, prema dnu je tanji, pun, bijel ili malo smećkast, vlaknasto crtast; ispod klobuka postoji slabašan ali trajan vjenčić.
- Meso u klobuku je bijelo i nepromjenjivo, u stručku kao da postaje malo smeđasto; miriše dosta jako po brašnu, okus je slatkast.
- Spore su eliptične, u masi su okerastosmeđe boje, 8 – 11 x 4,5 – 6 μm.

## Stanište
Jablanovača raste busenasto već od rana proljeća do jeseni na panjevima, žilama ili izravno iz jablanova stabla, a možemo ih pronaći i na panjevima drugog drveća.     

## Upotrebljivost
Jablanovača je jestiva, poznata je od davnina kao vrlo dobra gljiva. Može se i vrlo jednostavno uzgajati u vrtu na panjevima ili trupcima topole, vrbe ili drugog drveća.

## Sličnosti
Moglo bi se reći da je jablanovača naša južnjačka gljiva i uz stablo jablana raste u prekrasnim busenima. Na stablu raste još i nevaljala razorna čehavka (lat. Pholiota destruens), ali ona nema trajan vjenčić, prilično je čehava i najčešće raste pojedinačno ili nekoliko plodnih tijela zajedno visoko na onom dijelu jablanova stabla koje je u raspadanju. Busenasti rast jablanovače i tipične kapljaste udubine na klobuku sasvim su dovoljne značajke zbog kojih se ne može zamijeniti za neku nevaljalu vrstu. 

## Uzgoj
Uzgaja se i prodaje u SAD-u, Čileu, Japanu, Koreji, Italiji, Australiji i Kini, te u zadnje vrijeme i kod nas, iako u vrlo skromnom opsegu. Jablanovača je važan vrijedan izvor bioaktivnih sekundarnih metabolita, kao što su derivati indola sa sposobnošću uklanjanja slobodnih radikala, te cilindan s antitumornim djelovanjem i agrocibenin s antifungalnim djelovanjem. Uzgoj u mediteranskoj regiji vrlo je star;  opisan je u knjizi Naturalis Historia Plinija Starijeg. U tradicionalnoj kineskoj medicini često se koristi kao diuretik.

## Vanjske poveznice
|  | Zajednički poslužitelj ima stranicu o temi Cyclocybe aegerita    |
|  | Zajednički poslužitelj ima još gradiva o temi Cyclocybe aegerita |
|  | Wikivrste imaju podatke o taksonu Cyclocybe aegerita             |

- Jablanovače, ukusne i ljekovite gljive (agroportal.hr, objavljeno 7. siječnja 2021.)